# Actea monilis
Actea monilis är en fjärilsart som beskrevs av Jacob Hübner 1805. Actea monilis ingår i släktet Actea och familjen tandspinnare. Inga underarter finns listade i Catalogue of Life.